# Paispamba
Paispamba es la cabecera municipal del municipio colombiano de Sotará, en el departamento de Cauca, y cuenta con una población aproximada de 14 000 habitantes. Fundada por la Francisca Gómez Paz quien llegó con sus Hijos Jesús y Cornelia Gómez y posteriormente por Marcelino Burbano. Sus principales actividades económicas son la agricultura y la ganadería.
Paispamba se ubica al pie del volcán Sotará. La cabecera municipal fue parcialmente destruida por un terremoto el día 6 de marzo de 2007.